# Худаловы
Худа́ловы (ирон. Хуыдæлтæ, дигор. Худæлтæ) — осетинская фамилия.

## Происхождение
Эта фамилия принадлежит к многочиленному клану Сидамонта, происходящего от средневекового осетинского военачальника Ос-Багатара. Происходит род Худаловых из Алагирского общества, а своей родиной называют селение Архон.
Несколько столетий назад Махамат Худалов по неизвестной причине переселился из Архона в дигорское селение Фараскат. Здесь он построил для себя дом и нашёл жену, из этого брака появился сын Гагу. Затем от Гагу который женился на девушке из рода Казаховых родился сын Гавис. Он в свою очередь женился на Таказовой от которой имел четырёх сыновей. Во время эпидемии халеры из троих братьев в живых остался только Дзуап, у которого также было семь дочерей и четверо сыновей — Тиби, Лага, Цамака и Абисал. Таким образом, от этих сыновей происходит дигорская ветвь фамилии Худаловых.

## Генеалогия
Родственными фамилиями (осет. æрвадæлтæ) Худаловых являются Седановы, Икаевы, Комаевы, Годжиевы и Гагариевы. По другим данным называются другие фамилии  — Адырхаевы, Гергиевы и Катаевы.
Генетическая генеалогия
Худалов — G2-P18 > G2a1a1a1b1 (DYS438=9, DYS391=9)
Худалов — G2-P16 > G2a1a1a1a2 (DYS391=11, DYS392=12)

## Известные носители
- Ахсарбек Тазеевич Худалов (1919) — заслуженный учитель РСО–Алания, осетинский писатель.
- Батдже Худалов (1853–1938) — оружейный мастер из с. Архон, украшал свои работы филигранью и чернью.
- Виктория Додиковна Худалова — председатель правления СП ПСК «Сельхозпродукт».
- Марат Захарович Худалов — доцент кафедры прикладной математики СОГУ, декан, кандидат физико-математических наук.
- Темирсолтан Темирболатович Худалов (1921–2001) — доктор исторических наук, участник Великой Отечественной войны.
- Харитон Алексеевич Худалов (1905–2000) — советский военачальник, генерал-лейтенант, награждён множеством орденов и медалями.